# Lijst Çete

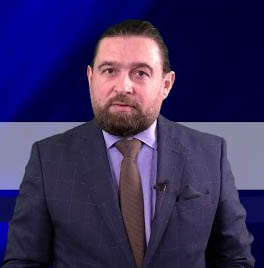
Partijleider Uğur Çete in 2022

Lijst Çete is een lokale politieke partij in Almelo, opgericht door Uğur Çete. De partij heeft sinds de gemeenteraadsverkiezingen van 2010 één zetel in de Almelose gemeenteraad. Speerpunt is het betrekken van minderheden bij de samenleving.
Fractievoorzitter is Uğur Çete, geboren en getogen in Almelo met een Turkse achtergrond.

## Verkiezingsuitslagen
De partij heeft bij verschillende verkiezingen de volgende resultaten behaald:
| Jaar | Stemmen | %    | Zetels |
| ---- | ------- | ---- | ------ |
| 2010 | 721     | 2,7% | 1 / 35 |
| 2014 | 1.286   | 4,8% | 1 / 35 |
| 2018 | 1.271   | 4,5% | 1 / 35 |
| 2022 | 991     | 3,9% | 1 / 35 |